# 黎文興
黎文興（1933年3月27日—1975年4月30日），原越南共和國陸軍第4軍副軍長，准將軍銜，他是在1975年4月30日中自殺的五位將軍其中之一。

## 生平
1933年3月27日生於越南旭門縣。
1955年1月，他畢業於守德籌備士官學校的第5班。擔任過在西南戰場的營、排、連的指揮官。
1966年，晉升少校，並擔任第31團第2營營長。這段時間他得到戰地記者稱爲西部五虎將（Ngũ Hổ Miền Tây）之一。
1967年，晉升中校，1968年晉升上校。兩年後被任命為豐盈省省長。
1971年，擔任第5師師長。
1972年，安祿戰役的勝利，得到「安祿的英雄」之美譽，後晉升為准將，並任命為第3軍副軍長。
1973年，擔任第21師師長。
1974年，擔任第4軍副軍長。
1975年4月30日，越南共和國代總統楊文明向北越軍及越共宣佈無條件投降後，黎文興准將在芹苴市的第4軍副軍長住所跟家屬告別，再跟衛兵握手後，這位被稱為「安祿的英雄」的將軍於當晚8點45分在住所內開槍自殺。